# Forever Not Yours
«Forever Not Yours» (в переводе с англ. — «Навсегда не твой») — первый сингл из альбома Lifelines группы a-ha. В большинстве стран Европы сингл впервые прозвучал по радио 22 февраля 2002 года (в Бельгии — 15 апреля). Релиз сингла в большинстве европейских стран состоялся 2 апреля 2002 (в Норвегии — 8 апреля). Песня заняла первое место в норвежском сингл-чарте.
Сингл был записан в Lydlab Studios (Осло) и Strongroom (Лондон). Автором текста песни являются Мортен Харкет и Оле Сверре Ольсен, музыки — Магне Фурухольмен и Мортен Харкет. Продюсеры — Стивен Ходж и Мартин Лендквист.

## Композиции
1. «Forever Not Yours» — 4:06
2. «Differences» (Original Demo) — 2:47
3. «Hunting High and Low» (Live in Oslo) — 7:07
4. «Manhattan Skyline» (Live in Oslo) — 6:14